# Stazione di Tōbu-Takezawa
La stazione di Tōbu-Takezawa (東武竹沢駅?, Tōbu-Takezawa-eki) è una stazione ferroviaria della cittadina di Ogawamachi, nel distretto di Hiki della prefettura di Saitama, in Giappone, ed è servita dalla linea Tōbu Tōjō delle Ferrovie Tōbu. A partire da Ogawamachi, fino al capolinea di Yorii, è disponibile solo il servizio locale, e per dirigersi verso Kawagoe e Ikebukuro, è necessario cambiare treno a Ogawamachi.

## Linee
Ferrovie Tōbu
● Linea Tōbu Tōjō

## Struttura
La stazione è dotata di un marciapiede a isola con due binari passanti su terrapieno. Il mezzanino, contenente alcuni negozi e servizi, si trova sotto il piano del ferro a est, ed è collegato al marciapiede da sottopassaggio, con scale fisse e ascensori.
| 1 | ● Linea Tōbu Tōjō | per Yorii |
| 2 | ● Linea Tōbu Tōjō | per Ogawamachi, Kawagoe, Wakōshi, e Ikebukuro via Linea Yurakucho per Shin-Kiba via Linea Fukutoshin per Shibuya, via linea Tōkyū Tōyoko per Yokohama e, via linea Minatomirai per Motomachi-Chūkagai |

## Stazioni adiacenti
| «               | Servizio        | »               |
| Linea Tōbu Tōjō | Linea Tōbu Tōjō | Linea Tōbu Tōjō |
| --------------- | --------------- | --------------- |
| Ogawamachi      | Locale          | Obusuma         |